# Aeroportul Punia
Aeroportul Punia (IATA: PUN, ICAO: FZOP) este un aeroport din Republica Democratică Congo.
Situat la o altitudine de 531 m, aeroportul dispune de o singură pistă.